# Campeonato Nacional 1979 (Argentina)
El Torneo Nacional 1979, llamado oficialmente Campeonato Nacional «Libertador General Don José de San Martín» 1979, fue el sexagésimo cuarto de la era profesional y el segundo del año de la Primera División argentina de fútbol. Comenzó el 2 de septiembre y el partido desquite de la final se jugó el 23 de diciembre. Con posterioridad se jugó la segunda clasificación a la Copa Libertadores 1980, el 30 de diciembre.
Se mantuvo la estructura de disputa, con dos fases, una clasificatoria con los participantes divididos en grupos, por acumulación de puntos, y una fase final por eliminación, de la que participaron los dos primeros de cada zona preliminar. El número de participantes se redujo a 28, con 8 equipos provenientes de las plazas fijas, 4 del Torneo Regional y 16 del Metropolitano, divididos en 4 zonas de 7 equipos cada una. 
Se consagró bicampeón el Club Atlético River Plate, reafirmando de esta manera su participación en la Copa Libertadores 1980. Por tanto, debió jugarse una serie de partidos al efecto entre ambos subcampeones del año para definir al segundo clasificado. Vélez Sarsfield derrotó 3-0 a Unión de Santa Fe en el marcador global y clasificó por segunda vez en su historia al mencionado torneo continental, aunque esta sería su primera participación en dicho torneo.

## Equipos participantes

### Del torneo regular
Los 16 equipos clasificados en el Metropolitano 1979, realizado en la primera parte de la temporada.
| Equipo             | Ciudad       |
| ------------------ | ------------ |
| All Boys           | Buenos Aires |
| Argentinos Juniors | Buenos Aires |
| Boca Juniors       | Buenos Aires |
| Colón              | Santa Fe     |
| Estudiantes        | La Plata     |
| Ferro Carril Oeste | Buenos Aires |
| Huracán            | Buenos Aires |
| Independiente      | Avellaneda   |
| Newell's Old Boys  | Rosario      |
| Quilmes            | Quilmes      |
| Racing Club        | Avellaneda   |
| River Plate        | Buenos Aires |
| Rosario Central    | Rosario      |
| San Lorenzo        | Buenos Aires |
| Unión              | Santa Fe     |
| Vélez Sarsfield    | Buenos Aires |

### De las plazas fijas
Los 8 equipos del interior clasificados en sus ligas.
| Equipo                  | Ciudad                |
| ----------------------- | --------------------- |
| Altos Hornos Zapla      | Palpalá               |
| Atlético Tucumán        | San Miguel de Tucumán |
| Gimnasia y Tiro         | Salta                 |
| Independiente Rivadavia | Mendoza               |
| Instituto               | Córdoba               |
| Kimberley               | Mar del Plata         |
| San Martín              | San Miguel de Tucumán |
| Talleres                | Córdoba               |

### Del Torneo Regional
Los 4 equipos clasificados en el Torneo Regional 1979.
| Equipo                    | Ciudad                      |
| ------------------------- | --------------------------- |
| Alianza Juventud Pringles | San Luis                    |
| Atlético Ledesma          | Libertador Gral. San Martín |
| Chaco For Ever            | Resistencia                 |
| Cipolletti                | Cipolletti                  |

## Sistema de disputa
Primera fase: cuatro zonas con un partido interzonal, en dos ruedas todos contra todos, por acumulación de puntos.
Segunda fase: los dos primeros de cada zona en una ronda por eliminación directa, con partidos de ida y vuelta.

## Fase de grupos
Los dos primeros de cada grupo clasificaron a la ronda final.

### Zona A
| Pos. | Equipo                    | Pts. | PJ | PG | PE | PP | GF | GC | Dif. |
| ---- | ------------------------- | ---- | -- | -- | -- | -- | -- | -- | ---- |
| 1.º  | Vélez Sarsfield           | 19   | 14 | 7  | 5  | 2  | 26 | 15 | 11   |
| 2.º  | Unión                     | 17   | 14 | 6  | 5  | 3  | 20 | 13 | 7    |
| 3.º  | Ferro Carril Oeste        | 17   | 14 | 6  | 5  | 3  | 22 | 17 | 5    |
| 4.º  | San Martín (T)            | 17   | 14 | 5  | 7  | 2  | 20 | 18 | 2    |
| 5.º  | Independiente             | 15   | 14 | 7  | 1  | 6  | 26 | 22 | 4    |
| 6.º  | Alianza Juventud Pringles | 11   | 14 | 3  | 5  | 6  | 15 | 21 | −6   |
| 7.º  | Atlético Ledesma          | 4    | 14 | 0  | 4  | 10 | 12 | 33 | −21  |

|  | Clasificó a la fase final. |

### Zona B
| Pos. | Equipo              | Pts. | PJ | PG | PE | PP | GF | GC | Dif. |
| ---- | ------------------- | ---- | -- | -- | -- | -- | -- | -- | ---- |
| 1.º  | Talleres (C)        | 20   | 14 | 8  | 4  | 2  | 31 | 20 | 11   |
| 2.º  | River Plate         | 18   | 14 | 7  | 4  | 3  | 26 | 14 | 12   |
| 3.º  | Huracán             | 17   | 14 | 6  | 5  | 3  | 29 | 22 | 7    |
| 4.º  | Newell's Old Boys   | 16   | 14 | 6  | 4  | 4  | 29 | 20 | 9    |
| 5.º  | Quilmes             | 10   | 14 | 4  | 2  | 8  | 14 | 18 | −4   |
| 6.º  | Kimberley           | 10   | 14 | 4  | 2  | 8  | 19 | 29 | −10  |
| 7.º  | Gimnasia y Tiro (S) | 5    | 14 | 1  | 3  | 10 | 10 | 37 | −27  |

|  | Clasificó a la fase final. |

### Zona C
| Pos. | Equipo                  | Pts. | PJ | PG | PE | PP | GF | GC | Dif. |
| ---- | ----------------------- | ---- | -- | -- | -- | -- | -- | -- | ---- |
| 1.º  | Racing Club             | 17   | 14 | 6  | 5  | 3  | 24 | 17 | 7    |
| 2.º  | Atlético Tucumán        | 17   | 14 | 6  | 5  | 3  | 22 | 15 | 7    |
| 3.º  | Argentinos Juniors      | 15   | 14 | 5  | 5  | 4  | 20 | 14 | 6    |
| 4.º  | Colón                   | 15   | 14 | 5  | 5  | 4  | 19 | 17 | 2    |
| 5.º  | All Boys                | 12   | 14 | 4  | 4  | 6  | 12 | 18 | −6   |
| 6.º  | Independiente Rivadavia | 11   | 14 | 3  | 5  | 6  | 13 | 20 | −7   |
| 7.º  | Altos Hornos Zapla      | 9    | 14 | 2  | 5  | 7  | 13 | 24 | −11  |

|  | Clasificó a la fase final. |

### Zona D
| Pos. | Equipo           | Pts. | PJ | PG | PE | PP | GF | GC | Dif. |
| ---- | ---------------- | ---- | -- | -- | -- | -- | -- | -- | ---- |
| 1.º  | Instituto        | 18   | 14 | 7  | 4  | 3  | 24 | 11 | 13   |
| 2.º  | Rosario Central  | 18   | 14 | 7  | 4  | 3  | 25 | 15 | 10   |
| 3.º  | Boca Juniors     | 17   | 14 | 5  | 7  | 2  | 15 | 11 | 4    |
| 4.º  | San Lorenzo      | 16   | 14 | 6  | 4  | 4  | 23 | 11 | 12   |
| 5.º  | Estudiantes (LP) | 14   | 14 | 7  | 0  | 7  | 24 | 21 | 3    |
| 6.º  | Chaco For Ever   | 10   | 14 | 4  | 2  | 8  | 13 | 30 | −17  |
| 7.º  | Cipolletti       | 7    | 14 | 2  | 3  | 9  | 11 | 34 | −23  |

|  | Clasificó a la fase final. |

## Fase eliminatoria

### Cuadro de desarrollo
|  | Cuartos de final   | Cuartos de final   | Cuartos de final   |   |                  | Semifinales          | Semifinales          | Semifinales          |  |  | Final                | Final                | Final                |
|  | 5 y 9 de diciembre | 5 y 9 de diciembre | 5 y 9 de diciembre |   |                  | 12 y 16 de diciembre | 12 y 16 de diciembre | 12 y 16 de diciembre |  |  | 19 y 23 de diciembre | 19 y 23 de diciembre | 19 y 23 de diciembre |
|  |                    |                    |                    |   |                  |                      |                      |                      |  |  |                      |                      |                      |
|  | Instituto          | 3                  | 0                  |   |                  |                      |                      |                      |  |  |                      |                      |                      |
|  | Atlético Tucumán   | 2                  | 3                  |   |                  |                      |                      |                      |  |  |                      |                      |                      |
|  | Atlético Tucumán   | 2                  | 3                  |   | Atlético Tucumán | 0                    | 0                    |                      |  |  |                      |                      |                      |
|  |                    |                    |                    |   | Atlético Tucumán | 0                    | 0                    |                      |  |  |                      |                      |                      |
|  |                    | Unión              | 2                  | 2 |                  |                      |                      |                      |  |  |                      |                      |                      |
|  | Unión              | Unión              | 2                  | 2 | 3                | 0                    |                      |                      |  |  |                      |                      |                      |
|  | Unión              |                    |                    |   | 3                | 0                    |                      |                      |  |  |                      |                      |                      |
|  | Talleres (C)       | 0                  | 2                  |   |                  |                      |                      |                      |  |  |                      |                      |                      |
|  |                    |                    |                    |   |                  |                      |                      |                      |  |  | Unión                | 1                    | 0                    |
|  |                    |                    | River Plate (v)    | 1 | 0                |                      |                      |                      |  |  |                      |                      |                      |
|  | Vélez Sarsfield    | 1                  | 0 (3)              |   |                  |                      |                      |                      |  |  |                      |                      |                      |
|  | River Plate (p)    | 0                  | 1 (4)              |   |                  |                      |                      |                      |  |  |                      |                      |                      |
|  | River Plate (p)    | 0                  | 1 (4)              |   | River Plate      | 4                    | 3                    |                      |  |  |                      |                      |                      |
|  |                    |                    |                    |   | River Plate      | 4                    | 3                    |                      |  |  |                      |                      |                      |
|  |                    | Rosario Central    | 0                  | 1 |                  |                      |                      |                      |  |  |                      |                      |                      |
|  | Racing Club        | Rosario Central    | 0                  | 1 | 1                | 0                    |                      |                      |  |  |                      |                      |                      |
|  | Racing Club        |                    |                    |   | 1                | 0                    |                      |                      |  |  |                      |                      |                      |
|  | Rosario Central    | 3                  | 3                  |   |                  |                      |                      |                      |  |  |                      |                      |                      |

### Cuartos de final
| Cuarto de final 1 | Cuarto de final 1 | Cuarto de final 1 | Cuarto de final 1      | Cuarto de final 1 |
| Local             | Resultado         | Visitante         | Estadio                | Fecha             |
| ----------------- | ----------------- | ----------------- | ---------------------- | ----------------- |
| Instituto         | 3 - 2             | Atlético Tucumán  | Olímpico de Córdoba    | 5 de diciembre    |
| Atlético Tucumán  | 3 - 0             | Instituto         | Monumental José Fierro | 9 de diciembre    |

| Cuarto de final 2 | Cuarto de final 2 | Cuarto de final 2 | Cuarto de final 2      | Cuarto de final 2 |
| Local             | Resultado         | Visitante         | Estadio                | Fecha             |
| ----------------- | ----------------- | ----------------- | ---------------------- | ----------------- |
| Racing Club       | 1 - 3             | Rosario Central   | El Cilindro            | 5 de diciembre    |
| Rosario Central   | 3 - 0             | Racing Club       | El Gigante de Arroyito | 9 de diciembre    |

| Cuarto de final 3 | Cuarto de final 3 | Cuarto de final 3 | Cuarto de final 3 | Cuarto de final 3 |
| Local             | Resultado         | Visitante         | Estadio           | Fecha             |
| ----------------- | ----------------- | ----------------- | ----------------- | ----------------- |
| Unión             | 3 - 0             | Talleres (C)      | La Avenida        | 5 de diciembre    |
| Talleres (C)      | 2 - 0             | Unión             | Córdoba           | 9 de diciembre    |

| Cuarto de final 4 | Cuarto de final 4 | Cuarto de final 4 | Cuarto de final 4 | Cuarto de final 4 |
| Local             | Resultado         | Visitante         | Estadio           | Fecha             |
| ----------------- | ----------------- | ----------------- | ----------------- | ----------------- |
| Vélez Sarsfield   | 1 - 0             | River Plate       | José Amalfitani   | 5 de diciembre    |
| River Plate       | 1 - 0 (4 - 3p)    | Vélez Sarsfield   | Monumental        | 9 de diciembre    |

### Semifinales
| Semifinal 1      | Semifinal 1 | Semifinal 1      | Semifinal 1            | Semifinal 1     |
| Local            | Resultado   | Visitante        | Estadio                | Fecha           |
| ---------------- | ----------- | ---------------- | ---------------------- | --------------- |
| Atlético Tucumán | 0 - 2       | Unión            | Monumental José Fierro | 12 de diciembre |
| Unión            | 2 - 0       | Atlético Tucumán | 15 de Abril            | 16 de diciembre |

| Semifinal 2     | Semifinal 2 | Semifinal 2     | Semifinal 2            | Semifinal 2     |
| Local           | Resultado   | Visitante       | Estadio                | Fecha           |
| --------------- | ----------- | --------------- | ---------------------- | --------------- |
| River Plate     | 4 - 0       | Rosario Central | Monumental             | 12 de diciembre |
| Rosario Central | 1 - 3       | River Plate     | El Gigante de Arroyito | 16 de diciembre |

### Final
| Final           | Final     | Final       | Final      | Final           |
| Local           | Resultado | Visitante   | Estadio    | Fecha           |
| --------------- | --------- | ----------- | ---------- | --------------- |
| Unión           | 1 - 1     | River Plate | La Avenida | 19 de diciembre |
| River Plate (v) | 0 - 0     | Unión       | Monumental | 23 de diciembre |

## Partidos para clasificar a la Copa Libertadores
Los jugaron los subcampeones del Metropolitano y el presente Nacional. El ganador clasificó a la Copa Libertadores 1980.
| Partidos                                                               | Partidos  | Partidos        | Partidos        | Partidos        |
| Local                                                                  | Resultado | Visitante       | Estadio         | Fecha           |
| ---------------------------------------------------------------------- | --------- | --------------- | --------------- | --------------- |
| Unión                                                                  | 0 - 0     | Vélez Sarsfield | La Avenida      | 27 de diciembre |
| Vélez Sarsfield                                                        | 3 - 0     | Unión           | José Amalfitani | 30 de diciembre |
| Club Atlético Vélez Sarsfield se clasificó a la Copa Libertadores 1980 |           |                 |                 |                 |

## Incorporación
Al haber participado en las etapas finales por segundo año consecutivo, Talleres (C) fue incorporado a los torneos regulares y participó del siguiente Torneo Metropolitano, por aplicación retroactiva de la Resolución 1.309, que había sido puesta en vigencia en esta temporada.

## Goleadores
| Jugador              | Jugador          | Goles | Equipo             |
| -------------------- | ---------------- | ----- | ------------------ |
| Bandera de Argentina | Diego Maradona   | 12    | Argentinos Juniors |
| Bandera de Argentina | Humberto Bravo   | 10    | Talleres (C)       |
| Bandera de Argentina | Norberto Eresuma | 10    | Kimberley          |
| Bandera de Argentina | Carlos Ischia    | 10    | Vélez Sarsfield    |
| Bandera de Argentina | Jorge Sanabria   | 10    | Huracán            |